# Marlton (New Jersey)
Marlton è una cittadina del New Jersey, Stati Uniti d'America, con status di unincorporated communities e census-designated place (CDP), che con la vicina Evesham Township è situata nella Contea di Burlington. Al censimento del 2010 la sua popolazione era di 10 133 abitanti.